# Signal Iduna
Die Signal Iduna Gruppe ist ein Konzern, der Versicherungen und Finanzdienstleistungen anbietet. Entstanden ist die Gruppe durch den Zusammenschluss der Dortmunder Signal Versicherungen und der Hamburger Iduna Nova Gruppe am 1. Juli 1999. Die Unternehmen dieser beiden Gruppen stehen seither unter einer Leitung. Vorsitzender der Vorstände der Signal Iduna Gruppe ist seit Juli 2025 Torsten Uhlig. Seit dem 1. April 2009 gehörte auch der Deutsche Ring Krankenversicherungs-Verein a. G. der Signal Iduna Gruppe an. Er verschmolz im August 2017 mit der Signal Krankenversicherung a. G., die seither unter Signal Iduna Krankenversicherung a. G. firmiert. Innerhalb derer besteht die Deutsche Ring Krankenversicherung als Marke fort.

## Geschäftsfeld

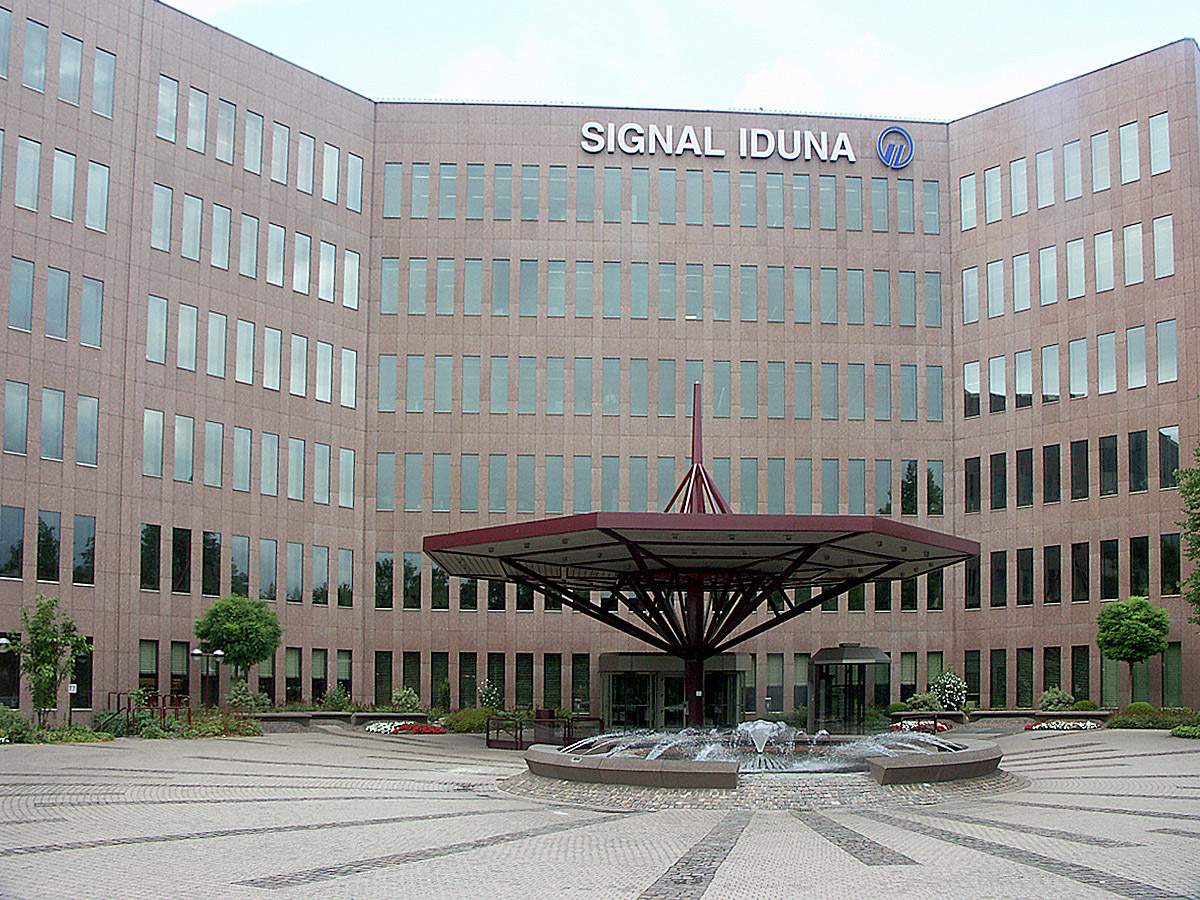
Hauptverwaltung Dortmund

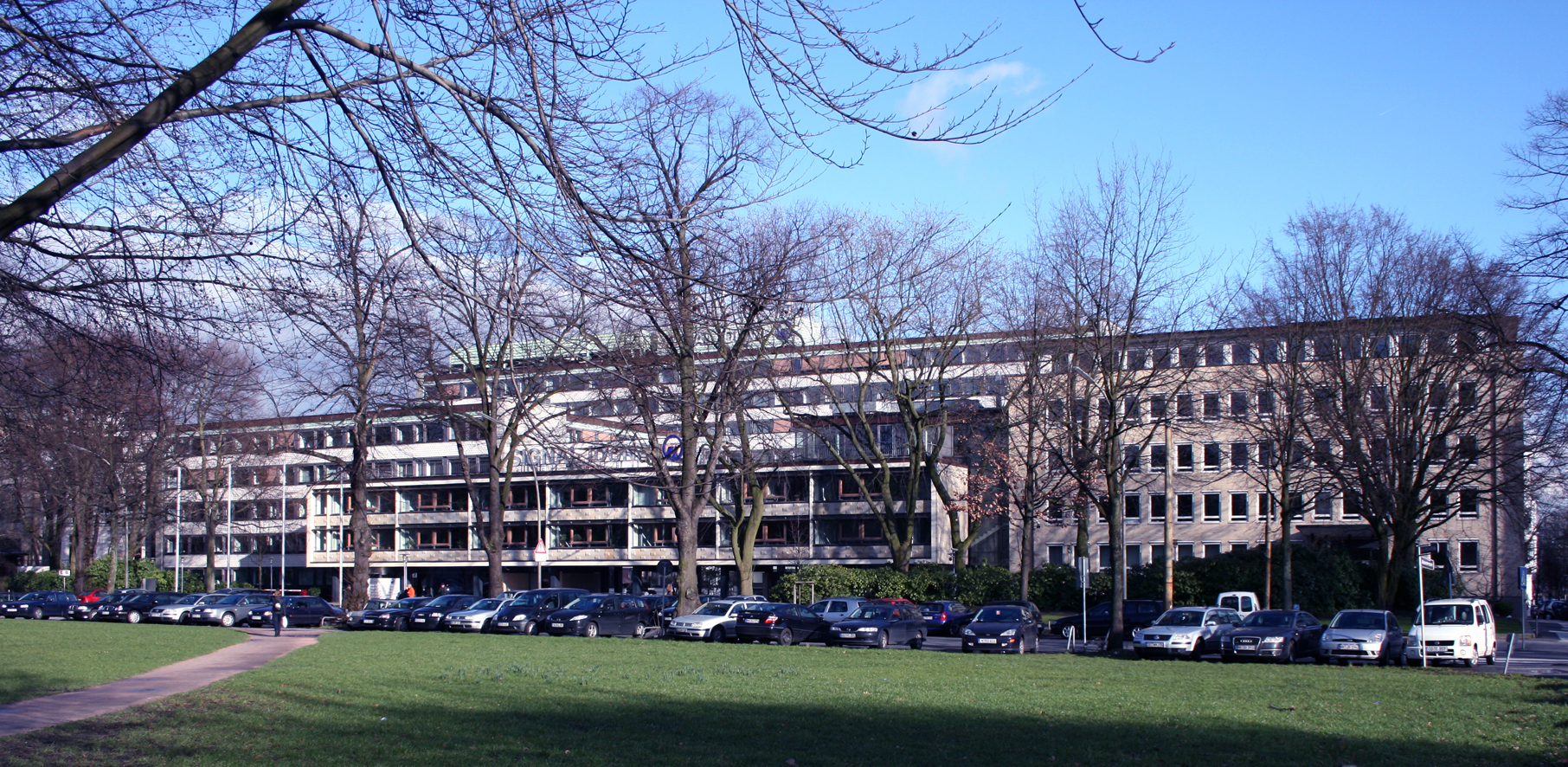
Hauptverwaltung Hamburg am Dammtorbahnhof

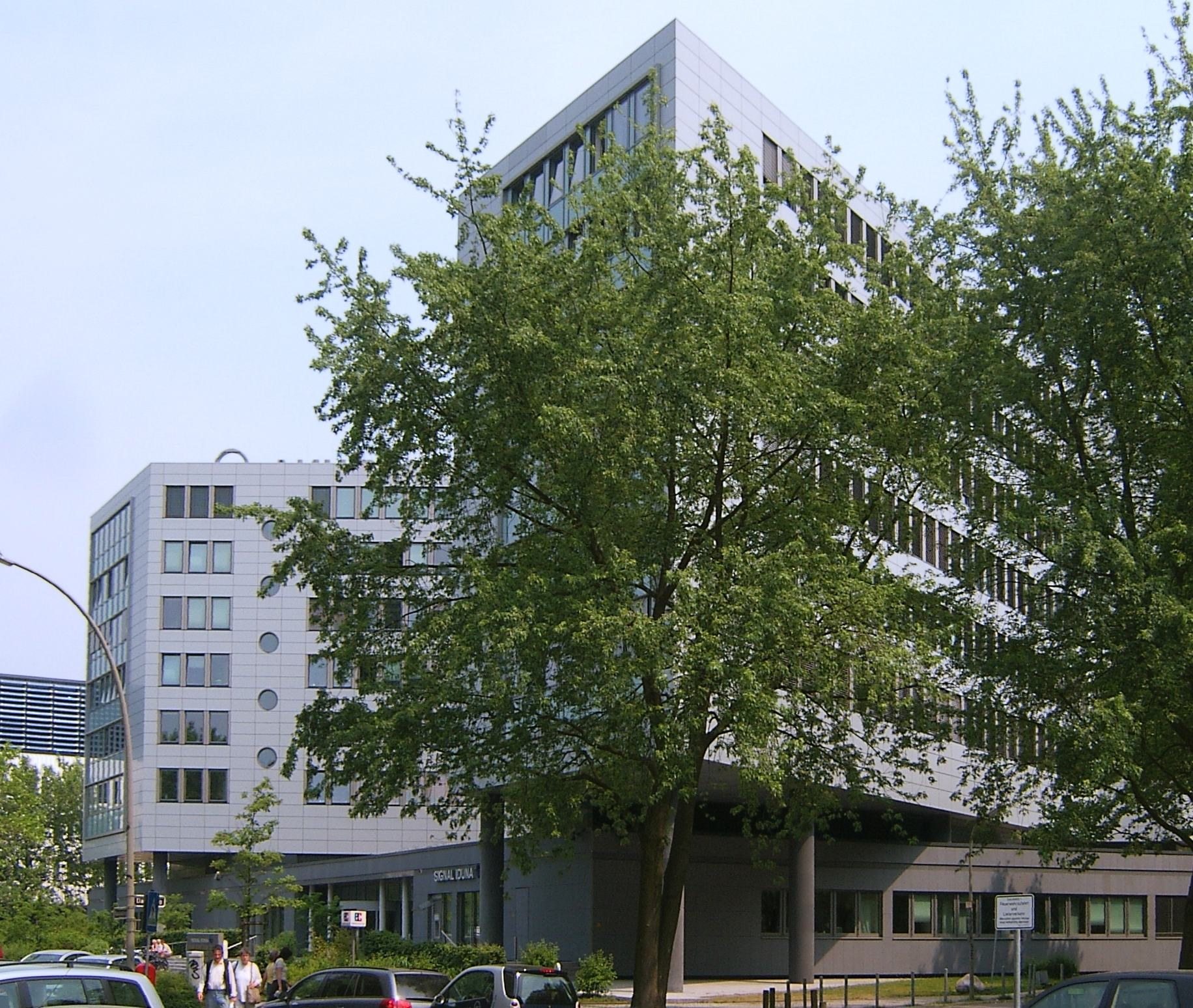
Verwaltung in der City Nord, Hamburg

Signal Iduna erzielte 2022 Beitragseinnahmen von 6,5 Milliarden Euro. Die Vermögensanlagen beliefen sich 2021 auf 102,9 Milliarden Euro. Für die Gruppe arbeiten 10.870 Menschen (Stand: 2022). Der Vertrieb erfolgt vorrangig über rund 2.900 selbständige, der Ausschließlichkeit unterliegende Versicherungsvermittler (Handelsvertreter) (§ 84 HGB), und durch Versicherungsmakler.

## Konzernstruktur
Die rechtlich selbständigen Obergesellschaften des Konzerns, die Signal Iduna Krankenversicherung a. G., Dortmund, die Signal Iduna Lebensversicherung a. G., Hamburg, und die Signal Iduna Unfallversicherung a. G., Dortmund, sind Versicherungsvereine auf Gegenseitigkeit. Die Mitglieder, also die Versicherten, sind damit zugleich Träger der jeweiligen Unternehmen.
Zur Signal Iduna Gruppe gehören neben den Versicherungsunternehmen
- Signal Iduna Krankenversicherung a. G., Dortmund
- Signal Iduna Lebensversicherung a. G., Hamburg
- Iduna Vereinigte Lebensversicherung AG für Handwerk, Handel und Gewerbe
- SIGNAL IDUNA Lebensversicherung AG,[3] Dortmund
- Signal Iduna Unfallversicherung a. G., Dortmund
- Signal Iduna Allgemeine Versicherung AG, Dortmund
- PVAG Polizeiversicherungs-Aktiengesellschaft, Dortmund
- Versicherer für den Öffentlichen Dienst (VÖDAG), Hamburg
- Signal Iduna Pensionskasse AG, Berlin
- Adler Versicherung AG, Berlin
- DEURAG Deutsche Rechtsschutz-Versicherung AG, Wiesbaden

vier Finanzdienstleister, alle mit Sitz in Hamburg:
- Donner & Reuschel Aktiengesellschaft,
- die HANSAINVEST Hanseatische Investment-GmbH,
- die Signal Iduna Bauspar AG sowie
- die Signal Iduna Asset Management GmbH
- die HANSAINVEST Real Assets GmbH

Ausländische Tochterunternehmen sind die Signal Iduna Biztosító Zrt. (Signal Iduna Versicherung AG), Budapest, sowie die in Warschau beheimatete Signal Iduna Polska mit der Signal Iduna Polen Versicherung AG und der Signal Iduna Polen Lebensversicherung AG und die Signal Iduna Asigurări de Viaţă S.A. in Bukarest. Zur Gruppe gehört auch die Signal Iduna Rückversicherungs AG mit Sitz in Zug in der Schweiz. Ferner ist die Signal Iduna Gruppe mit 52,94 % der Anteile der größte Anteilseigner des Finanzvertriebs OVB Holding und mit ca. 26,4 % der Anteile der größte Anteilseigner der in Essen ansässigen National-Bank.

## Vorstandsvorsitzende
- 1999–2013: Reinhold Schulte
- 2013–2025: Ulrich Leitermann
- seit 1. Juli 2025: Torsten Uhlig

## Geschichte

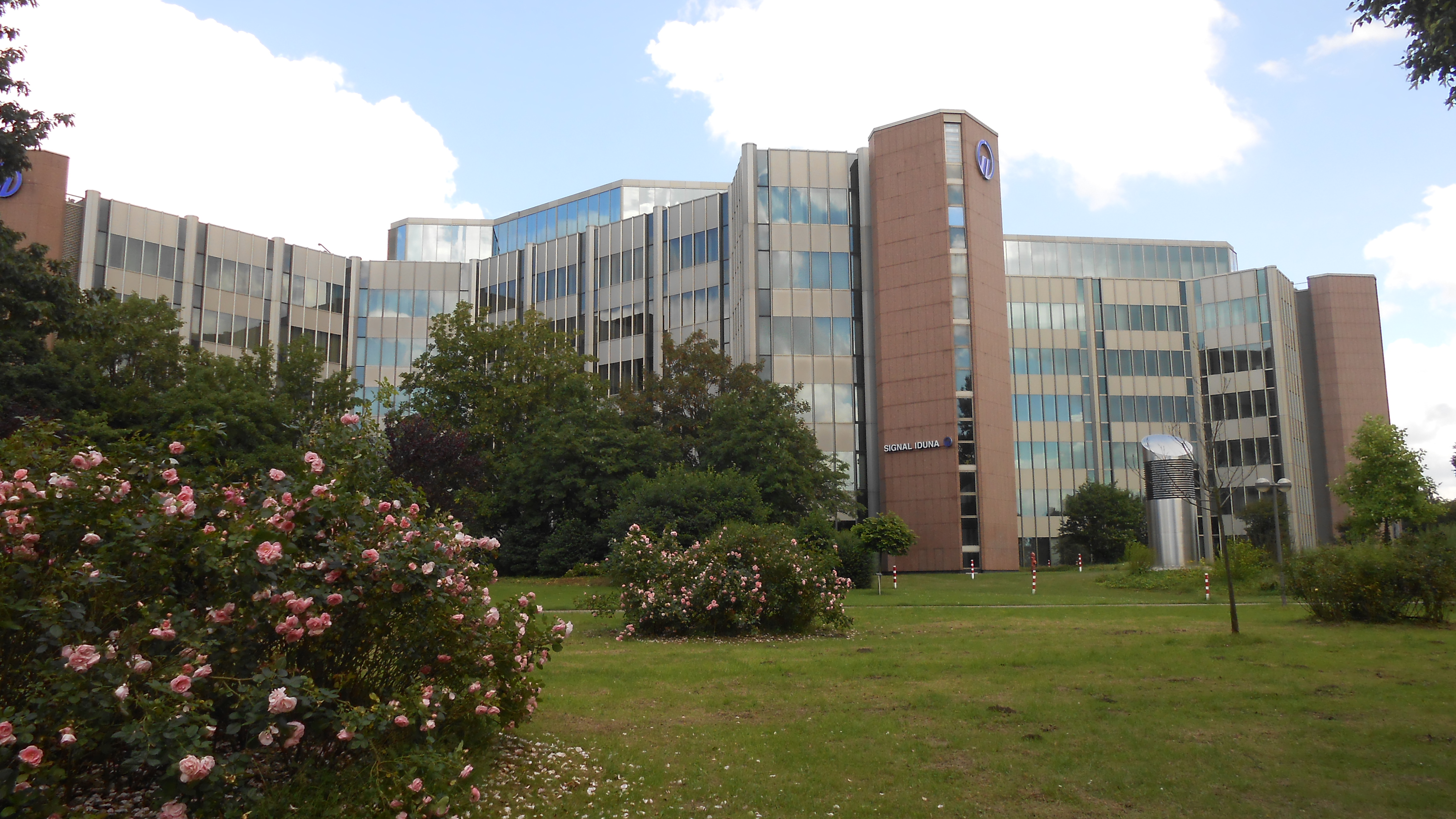
Hauptverwaltung in Dortmund, nahe dem Westfalenpark

Die beiden Ursprungsgruppen des Konzerns sind seit ihrer Entstehung zu Anfang des 20. Jahrhunderts mit dem wirtschaftlichen Mittelstand aus Handwerk, Handel und Gewerbe eng verbunden. Die Iduna Nova ging auf eine Initiative selbständiger Handwerker und Gewerbetreibender zurück, die 1906 in Hamburg eine Kranken- und Sterbekasse gründeten. Dortmunder Handwerksmeister folgten diesem Beispiel ein Jahr später und riefen ebenfalls eine Krankenunterstützungskasse ins Leben. Bei der Gründung hatte die Hamburger Gewerbekammer (heute Handwerkskammer Hamburg) eine besondere Rolle und hat seit der Gründung ein Mitsprache- und Aufsichtsrecht. Hervorzuheben sind besonders zwei Hamburger Handwerksmeister, der Bauunternehmer und Steinmetzmeister Johann Reimer (1847–1917) und der Drechslermeister und spätere Hamburger Senator Johannes Hirsch (1861–1935). Das Kaiserliche Aufsichtsamt in Berlin forderte für den Gründungsfonds 100.000 Mark. 14 Hamburger Banken brachten die Hälfte zusammen und die andere Hälfte der Handwerksmeister Johann Reimer aus dem Hamburger Karolinenviertel. Johannes Hirsch war von 1914 bis 1934 Aufsichtsratsvorsitzender der „Mittelstandsversicherung“.
Mit Beschluss der Vertreterversammlungen vom 9. Juli 1969 der Signal Krankenversicherung in Dortmund und dem Beschluss vom 23. September 1969 der Südversa Krankenversicherung in Frankfurt am Main schlossen beide Versicherungen am 23. Oktober 1969 einen Verschmelzungsvertrag. Die Südversa Krankenversicherung wurde am 7. Juni 1970 aus dem Handelsregister gelöscht und fortan wurden die beiden Versicherungsvereine unter dem Dach der Signal Krankenversicherung fortgeführt.

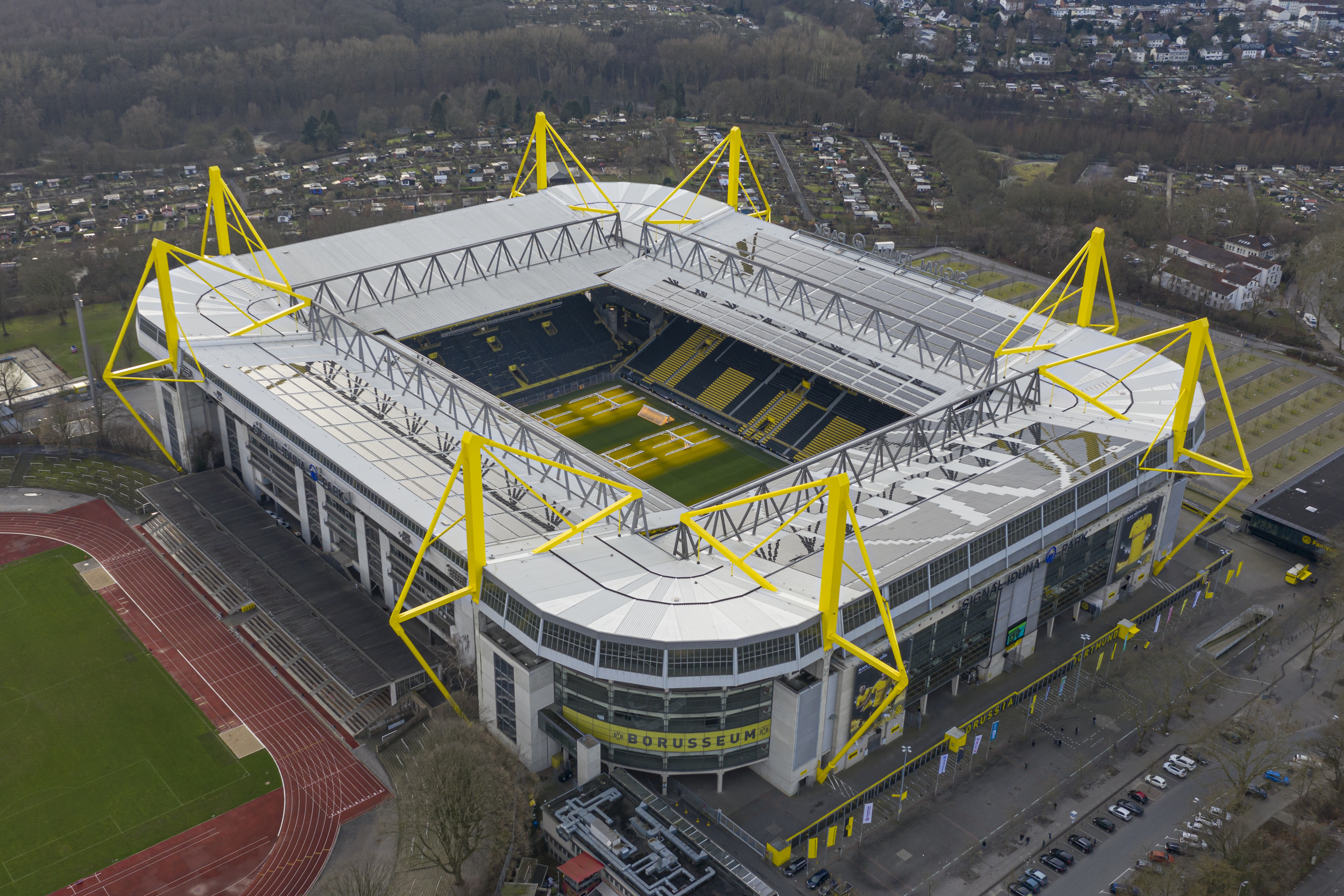
Westfalenstadion (seit Dezember 2005 offiziell Signal Iduna Park) in Dortmund

Durch einen Sponsoringvertrag mit Borussia Dortmund hat Signal Iduna die Namensrechte am Dortmunder Westfalenstadion erworben: Seit dem 1. Dezember 2005 heißt das Stadion Signal Iduna Park. Der Vertrag läuft bis zum 30. Juni 2026. Außerdem hält das Unternehmen 5,43 % an der Borussia Dortmund GmbH & Co. KGaA.
Am 23. November 2023 gab die Bundesanstalt für Finanzdienstleistungsaufsicht (BaFin) bekannt, dass gegen die Signal Iduna ein Kapitalaufschlag auferlegt wurde. In einer vorangegangenen Sonderprüfung wurden so schwerwiegende Mängel in der IT-Geschäftsorganisation festgestellt, dass der Kapitalaufschlag zur Deckung des Risikos nötig war.

## Sonstiges
Die unterschiedlichen Unternehmensformen als Versicherungsverein oder Aktiengesellschaft haben betriebswirtschaftliche und steuerliche Gründe. Die Aktiengesellschaften sind nicht an der Börse notiert.
Die Signal Iduna Gruppe steht inzwischen allen Bevölkerungskreisen offen. Die traditionell engen Verbindungen zu den Organisationen aus Handwerk, Handel und Gewerbe bestehen jedoch fort.
Signal Iduna unterstützte den Koblenzer Literaturpreis.
Etliche Hochhäuser und Gebäudekomplexe, die von der Iduna-Versicherung erbaut wurden oder an deren Bau sie beteiligt war, tragen oder trugen „Iduna“ im Namen.
Der Name Iduna leitet sich von lateinischen Namen der nordischen Gottheit „Idun“ ab, der Göttin, die für die Äpfel verantwortlich war, welche die Götter zum Erhalt ihrer Jugend und damit gleichsam ihrer Unsterblichkeit essen mussten.

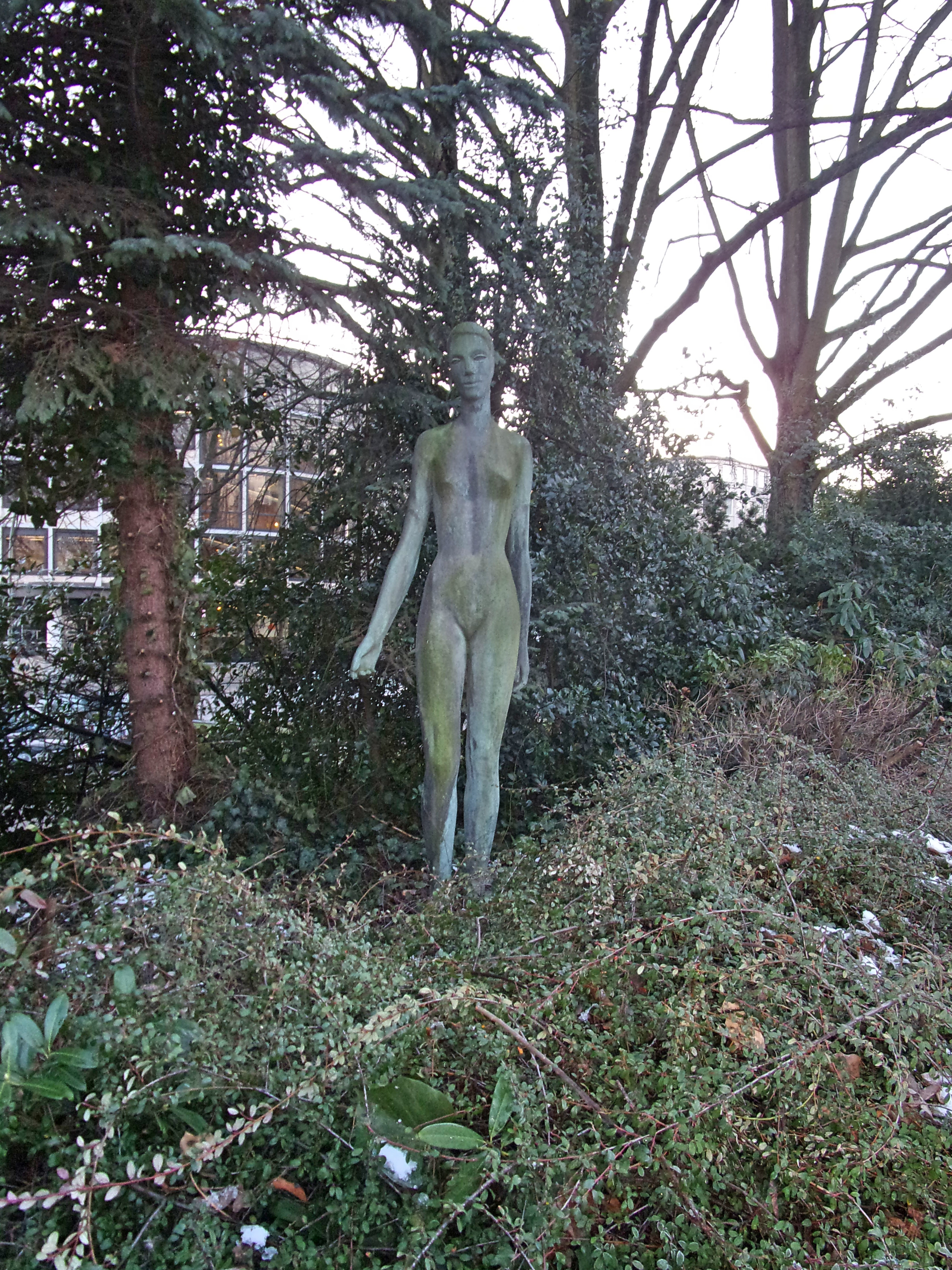
Iduna von Jean Sprenger

Die Plastik der Iduna des Bildhauers Jean Sprenger steht in der alten Rabenstraße 32 vor dem alten Verwaltungsgebäude in Hamburg, das unter der Regie von Bertold Beitz entstanden ist. Architekt des Gebäudes war Ferdinand Streb.